# Ramosé (serviteur dans la Place de Vérité)
Pour les articles homonymes, voir Ramosé.
Ramosé est un scribe vivant à Deir el-Médineh sur la rive ouest du Nil, en face de Thèbes, sous le règne de Ramsès II. Il occupe le poste de "scribe de La Tombe", la plus haute fonction administrative pour un scribe  de la communauté des artisans, de la cinquième vers la quarantième année du règne de Ramsès II. Il est enterré dans un tombeau de la nécropole du village (TT7).

## Famille
Ramosé est le fils du serviteur dans la Place de Vérité Amenemheb et de la dame Kakaia ; il est marié à la dame Moutemouia, fille du scribe royal Houy et de Nofretkaou.
Malgré de nombreuses offrandes aux dieux de la fertilité comme Hathor, Min et Taouret, Ramosé et Moutemouia ne parviennent pas à avoir d'enfant biologique. On pense que Ramosé a adopté le scribe Qenherkhépeshef afin que ce dernier puisse hériter de ses biens.

## Carrière
Ramosé commence par suivre une formation de scribe dans l'une des écoles thébaines. Selon une stèle de la collection Bankes, il est "chef du Trésor dans la maison de Menkheperourê", "chef de l'administration dans la maison du surintendant du sceau", "scribe qui compte le bétail d'Amon-Rê", "assistant-scripteur de la correspondance du prince héréditaire". Jaroslav Černý a d'abord avancé la théorie selon laquelle le prince héréditaire était le futur Ramsès II, mais a ensuite envisagé la possibilité que le titre fasse référence à Amenhotep fils de Hapou.
Un ostracon rapporte que Ramosé fut nommé "scribe de la Place de la Vérité" en l'an 5, le troisième mois d'Akhet, le dixième jour du règne de Ramsès II. Cette nomination a probablement été faite sur la recommandation du vizir Paser, responsable de toutes les nominations à Deir el-Médineh. Paser et Ramosé travaillèrent ensemble pendant de nombreuses années et furent chargés d'installer un sanctuaire de culte - le khenou - pour le dieu vivant dans le sanctuaire d'Hathor. Il est actif au moins jusqu'en l'an 38. En raison des multiples tombes et des nombreux monuments qu'il a laissés derrière lui, Ramosé est estimé être la personne la plus riche qui ait jamais vécu à Deir el-Médineh à cette époque.

## Sépulture
Ramosé s'est créé au total trois tombes dans la nécropole thébaine, TT7, TT212 et TT250,.

### TT7
Le tombeau se compose d'une cour et une chapelle. La chapelle est décorée de scènes montrant Amenhotep Ier, Ahmès-Néfertary, Horemheb et Thoutmôsis IV. Une autre scène représente le roi Ramsès II suivi du vizir Paser en offrande devant la triade thébaine Amon, Mout et Khonsou.